# Reithrodon auritus
Reithrodon auritus es una especie de roedor de la familia Cricetidae.

## Distribución geográfica
Se encuentra en Argentina, Chile y Uruguay.